# Bosch Spark Plug Grand Prix 1995
Bosch Spark Plug Grand Prix 1995 var ett race som var den femte deltävlingen i PPG IndyCar World Series 1995. Racet kördes den 23 april på Nazareth Speedway i Nazareth, Pennsylvania. 

## Slutresultat
| Plats | Förare               | Team                     | Grid | Kvaltid |
| ----- | -------------------- | ------------------------ | ---- | ------- |
| 1     | Emerson Fittipaldi   | Marlboro Team Penske     | 4    | 19,368  |
| 2     | Jacques Villeneuve   | Forsythe Racing          | 3    | 19,364  |
| 3     | Stefan Johansson     | Bettenhausen Motorsports | 13   | 19,687  |
| 4     | Robby Gordon         | Walker Racing            | 1    | 19,206  |
| 5     | Eddie Cheever        | A.J. Foyt Enterprises    | 21   | 20,100  |
| 6     | Bobby Rahal          | Rahal-Hogan Racing       | 7    | 19,548  |
| 7     | Teo Fabi             | Forsythe Racing          | 16   | 19,903  |
| 8     | Scott Pruett         | Patrick Racing           | 10   | 19,633  |
| 9     | Adrián Fernández     | Galles Racing            | 9    | 19,595  |
| 10    | Raul Boesel          | Rahal-Hogan Racing       | 8    | 19,580  |
| 11    | André Ribeiro        | Tasman Motorsports       | 6    | 19,447  |
| 12    | Eliseo Salazar       | Dick Simon Racing        | 14   | 19,786  |
| 13    | Al Unser Jr.         | Marlboro Team Penske     | 19   | 20,013  |
| 14    | Carlos Guerrero      | Dick Simon Racing        | 25   | 20,420  |
| 15    | Alessandro Zampedri  | Payton/Coyne Racing      | 23   | 20,189  |
| 16    | Dean Hall            | Dick Simon Racing        | 24   | 20,255  |
| 17    | Maurício Gugelmin    | PacWest Racing           | 12   | 19,678  |
| 18    | Danny Sullivan       | PacWest Racing           | 22   | 20,144  |
| 19    | Gil de Ferran        | Jim Hall Racing          | 18   | 19,936  |
| 20    | Christian Fittipaldi | Walker Racing            | 17   | 19,918  |
| 21    | Marco Greco          | Galles Racing            | 26   | 20,803  |
| 22    | Michael Andretti     | Newman/Haas Racing       | 5    | 19,426  |
| 23    | Bryan Herta          | Chip Ganassi Racing      | 11   | 19,663  |
| 24    | Jimmy Vasser         | Chip Ganassi Racing      | 2    | 19,356  |
| 25    | Buddy Lazier         | Payton/Coyne Racing      | 20   | 20,066  |
| 26    | Paul Tracy           | Newman/Haas Racing       | 15   | 19,863  |